# یواس‌اس ناپا (۱۸۶۴)
یواس‌اس ناپا (۱۸۶۴) (به انگلیسی: USS Napa (1864)) یک کشتی بود که طول آن ۲۲۵ فوت (۶۹ متر) بود. این کشتی در سال ۱۸۶۴ ساخته شد.